# Campeonato Argentino de Rugby 1964
El Campeonato Argentino de Rugby de 1964 fue la vigésima edición del torneo de uniones regionales organizado por la Unión Argentina de Rugby. Se llevó a cabo entre el 15 de agosto y el 10 de octubre de 1964.
Por segundo año consecutivo la Unión de Rugby de Mar del Plata no participó del torneo. Luego de ser sancionada en la edición anterior por la inclusión indebida de un jugador en las semifinales del Campeonato Argentino de Rugby 1962 contra la Unión de Rugby de Rosario, la unión marplatense declinó de participar en el torneo de 1964, entrando en conflicto con la Unión Argentina de Rugby. Debido a esto, la UAR canceló la afiliación de la Unión de Rugby de Mar del Plata el 26 de mayo de 1964. El 21 de julio de 1964, ambas uniones llegaron a una resolución que resultó en la reincorporación de los marplatenses un mes antes del comienzo del torneo, lo cual imposibilitó su participación.
El seleccionado de Buenos Aires consiguió su tercer título consecutivo luego de derrotar en la final a la Unión de Rugby de Rosario 16-12.

## Equipos participantes
Participaron de esta edición diez equipos: nueve uniones provinciales y la Unión Argentina de Rugby, representada por el equipo de Buenos Aires. 
| Equipo         | Unión                                                |
| -------------- | ---------------------------------------------------- |
| Alto Valle     | Unión de Rugby del Alto Valle de Río Negro y Neuquén |
| Buenos Aires   | Unión Argentina de Rugby                             |
| Córdoba        | Unión Cordobesa de Rugby                             |
| Cuyo           | Unión de Rugby de Cuyo                               |
| Norte          | Unión de Rugby del Norte                             |
| Rosario        | Unión de Rugby de Rosario                            |
| San Juan       | Unión Sanjuanina de Rugby                            |
| Santa Fe       | Unión Santafesina de Rugby                           |
| Sur            | Unión de Rugby del Sur                               |
| Valle de Lerma | Unión de Rugby del Valle de Lerma                    |

## Primera fase

### Zona A
| Pos. | Equipos  | Partidos | Partidos | Partidos | Tantos | Tantos | Tantos |
| Pos. | Equipos  | G        | E        | P        | PF     | PC     | DP     |
| ---- | -------- | -------- | -------- | -------- | ------ | ------ | ------ |
| 1.°  | Rosario  | 1        | 0        | 0        | 24     | 6      | +18    |
| 2.°  | Santa Fe | 0        | 0        | 1        | 6      | 24     | -18    |

| 27 de septiembre | Santa Fe          | 6 - 24  | Rosario | Santa Fe,                           |                                     |
|                  | Penales: J. Serra | Reporte | Tries: J. Sahd M. Bouza C. Cristie E. España, E. Ferrazza Conversiones: J. Seaton Drops: O. Aletta De Sylvas | Árbitro(s): Rolando Vélez (Córdoba) | Árbitro(s): Rolando Vélez (Córdoba) |

### Zona B
| Pos. | Equipos    | Partidos | Partidos | Partidos | Tantos | Tantos | Tantos |
| Pos. | Equipos    | G        | E        | P        | PF     | PC     | DP     |
| ---- | ---------- | -------- | -------- | -------- | ------ | ------ | ------ |
| 1.°  | Sur        | 1        | 0        | 0        | 31     | 10     | +21    |
| 2.°  | Alto Valle | 0        | 0        | 1        | 10     | 31     | -21    |

| 27 de septiembre | Sur                                                                                     | 31 - 10 | Alto Valle                                                        | General Roca,                                  |                                                |
|                  | Tries: O. Fasano A. Vila E. Diez H. De Caso M. Pacho R. Schmidt Conversiones: A. Torres | Reporte | Tries: A. Jaramillo R. Salcedo Conversiones: E. Fatori E. Bertoni | Árbitro(s): Carlos M. Seminario (Buenos Aires) | Árbitro(s): Carlos M. Seminario (Buenos Aires) |

### Zona C
| Pos. | Equipos        | Partidos | Partidos | Partidos | Tantos | Tantos | Tantos |
| Pos. | Equipos        | G        | E        | P        | PF     | PC     | DP     |
| ---- | -------------- | -------- | -------- | -------- | ------ | ------ | ------ |
| 1.°  | Buenos Aires   | 3        | 0        | 0        | 79     | 20     | +59    |
| 2.°  | Córdoba        | 1        | 0        | 2        | 35     | 42     | -7     |
| 3.°  | Norte          | 1        | 0        | 2        | 28     | 34     | -6     |
| 4.°  | Valle de Lerma | 1        | 0        | 2        | 17     | 63     | -46    |

| 15 de agosto | Valle de Lerma    | 3 - 36  | Buenos Aires | Salta,                                    |                                           |
|              | Penales: R. Tobío | Reporte | Tries: L. Varela E. Lanusse H. Silva E. Poggi M. Eliçagaray Conversiones: G. Scallan Penales: G. Scallan E. Poggi | Árbitro(s): Señor Rolando Vélez (Córdoba) | Árbitro(s): Señor Rolando Vélez (Córdoba) |

| 17 de agosto | Norte             | 6 - 15  | Buenos Aires                                                                                            | Tucumán,                              |                                       |
|              | Penales: O. Ponce | Reporte | Tries: C. Fontán Balestra M. Beccar Varela Penales: M. Beccar Varela G. Scallan Drops: M. Beccar Varela | Árbitro(s): Gavin V. Davies (Mendoza) | Árbitro(s): Gavin V. Davies (Mendoza) |

| 23 de agosto | Valle de Lerma                                                          | 11 - 8  | Córdoba                                                  | Salta,                           |                                  |
|              | Tries: R. Racioppi Conversiones: E. Tobío Penales: R. Racioppi E. Tobío | Reporte | Tries: J. Faya J. Ricciardelli Conversiones: C. Ferretti | Árbitro(s): Juan Carlos Beaufils | Árbitro(s): Juan Carlos Beaufils |

| 9 de septiembre | Córdoba | 16 - 3  | Norte | Córdoba,                           |                                    |
|                 |         | Reporte |       | Árbitro(s): Ramón Gorina (Rosario) | Árbitro(s): Ramón Gorina (Rosario) |

| 27 de septiembre | Buenos Aires | 28 - 11 | Córdoba                                                                     | CASI, San Isidro                     |                                      |
|                  | Tries: M. Beccar Varela M. Pascual E. Neri L. García Yáñez Conversiones: M. Molina Penales: M. Molina Drops: M. Beccar Varela | Reporte | Tries: R. Loyola Conversiones: A. Paz Penales: A. Paz R. González del Solar | Árbitro(s): Mario A. Bruno (Rosario) | Árbitro(s): Mario A. Bruno (Rosario) |

| 27 de septiembre | Norte                                                                                          | 19 - 3  | Valle de Lerma      | Tucumán,                                           |                                                    |
|                  | Tries: R. Álvarez H. Iramain F. Burgos Conversiones: J. Centurión J. Paz Penales: J. Centurión | Reporte | Penales: J. Peñalba | Árbitro(s): Juan Carlos Medrano Pizarro (Santa Fe) | Árbitro(s): Juan Carlos Medrano Pizarro (Santa Fe) |

### Zona D
| Pos. | Equipos  | Partidos | Partidos | Partidos | Tantos | Tantos | Tantos |
| Pos. | Equipos  | G        | E        | P        | PF     | PC     | DP     |
| ---- | -------- | -------- | -------- | -------- | ------ | ------ | ------ |
| 1.°  | Cuyo     | 1        | 0        | 0        | 27     | 8      | +19    |
| 2.°  | San Juan | 0        | 0        | 1        | 8      | 27     | -19    |

| 27 de septiembre | Cuyo                                                                                                   | 27 - 8  | San Juan                                          | Mendoza,                             |                                      |
|                  | Tries: C. Villanueva E. Naveiras J. Walker Conversiones: C. Melli Penales: C. Melli Drops: E. Vallejos | Reporte | Tries: P. Aguiar C. Yornet Conversiones: E. Salas | Árbitro(s): Oscar A. Menne (Córdoba) | Árbitro(s): Oscar A. Menne (Córdoba) |

## Segunda fase
|  | Semifinales  | Semifinales  | Semifinales  |              |         | Final         | Final         | Final         |  |
|  | 4 de octubre | 4 de octubre | 4 de octubre |              |         | 10 de octubre | 10 de octubre | 10 de octubre |  |
|  |              |              |              |              |         |               |               |               |  |
|  |              |              |              |              |         |               |               |               |  |
|  | Sur          | Sur          | 6            |              |         |               |               |               |  |
|  | Sur          | Sur          | 6            |              |         |               |               |               |  |
|  | Rosario      | Rosario      | 22           |              |         |               |               |               |  |
|  | Rosario      | Rosario      | 22           |              | Rosario | Rosario       | 12            |               |  |
|  |              |              |              |              | Rosario | Rosario       | 12            |               |  |
|  |              |              | Buenos Aires | Buenos Aires | 16      |               |               |               |  |
|  | Cuyo         | Cuyo         | Buenos Aires | Buenos Aires | 16      | 3             |               |               |  |
|  | Cuyo         | Cuyo         |              |              |         | 3             |               |               |  |
|  | Buenos Aires | Buenos Aires | 38           |              |         |               |               |               |  |
|  | Buenos Aires | Buenos Aires | 38           |              |         |               |               |               |  |
|  |              |              |              |              |         |               |               |               |  |

### Semifinales
| 4 de octubre | Sur                               | 6 - 22  | Rosario                                                                         | BNPB, Punta Alta                           |                                            |
|              | Tries: A. Vila Penales: A. Torres | Reporte | Tries: R. Avalos O. Aletta de Sylvas J. Benzi E. España Conversiones: J. Seaton | Árbitro(s): Ricardo Colombo (Buenos Aires) | Árbitro(s): Ricardo Colombo (Buenos Aires) |

| 4 de octubre | Cuyo             | 3 - 38  | Buenos Aires                                                                                            | Mendoza,                                |                                         |
|              | Tries: M. Brandi | Reporte | Tries: H. Silva E. Poggi H. Goti E. Neri R. Foster Conversiones: J. C. Queirolo Penales: J. C. Queirolo | Árbitro(s): Eduardo Niño (Buenos Aires) | Árbitro(s): Eduardo Niño (Buenos Aires) |

### Final
| 10 de octubre | Rosario                             | 12 - 16 | Buenos Aires                                                            | Plaza Jewell, Rosario                        |                                              |
|               | Tries: E. España Penales: J. Seaton | Reporte | Tries: A. Etchegaray E. Neri Conversiones: M. Molina Penales: M. Molina | Árbitro(s): César De Elizalde (Buenos Aires) | Árbitro(s): César De Elizalde (Buenos Aires) |

|                      |
| Buenos Aires Campeón |
| Tercer título        |